# Golden Globe-díj a legjobb női főszereplőnek (minisorozat vagy tévéfilm)
A legjobb női főszereplőnek (minisorozat vagy tévéfilm) járó Golden Globe-díjat 1982 óta osztja ki minden évben a Hollywood Foreign Press Association (HFPA). Elsőként Jane Seymour vehette át a 39. Golden Globe-gálán, az Édentől keletre című minisorozatban nyújtott alakításáért. Legutóbb 2025-ben a 82. Golden Globe-gálán adták át, Jodie Foster bizonyult a legjobbnak a True Detective – A törvény nevében című minisorozattal.
Ann-Margret, Judy Davis, Helen Mirren és Kate Winslet szerezte a legtöbb, két-két díjat a kategóriában. A legtöbb, nyolc-nyolc jelöléssel Jessica Lange és Helen Mirren rendelkezik.

## Győztesek és jelöltek
Győztes színésznő

### 1980-as évek
| Év               | Színésznő                  | Színésznő                     | Szerep                                          | Magyar cím                 | Eredeti cím  | Adó |
| 1981 39. gála    |                            |                               |                                                 |                            |              |     |
| ---------------- | -------------------------- | ----------------------------- | ----------------------------------------------- | -------------------------- | ------------ | --- |
| 1981 39. gála    |                            | Jane Seymour                  | Cathy Ames                                      | Édentől keletre            | East of Eden | ABC |
| 1981 39. gála    | Ellen Burstyn              | Jean Harris                   |                                                 | The People vs. Jean Harris | NBC          |     |
| 1981 39. gála    | Glenda Jackson             | Patricia Neal                 | Patricia Neal története                         | The Patricia Neal Story    | CBS          |     |
| 1981 39. gála    | Jaclyn Smith               | Jacqueline Kennedy Onassis    |                                                 | Jacqueline Bouvier Kennedy | ABC          |     |
| 1981 39. gála    | Joanne Woodward            | Elizabeth Huckaby             | Válság a központi középiskolában                | Crisis at Central High     | CBS          |     |
| 1982 40. gála    |                            |                               |                                                 |                            |              |     |
|                  | Ingrid Bergman             | Golda Meir                    |                                                 | A Woman Called Golda       | CBS          |     |
| Carol Burnett    | Beatrice O'Reilly          |                               | Life of the Party: The Story of Beatrice        | CBS                        |              |     |
| Lucy Gutteridge  | Gloria Morgan Vanderbilt   |                               | Little Gloria… Happy at Last                    | NBC                        |              |     |
| Ann Jillian      | Mae West                   |                               | Mae West                                        | ABC                        |              |     |
| Lee Remick       | Leslie Crosbie             |                               | The Letter                                      | ABC                        |              |     |
| Jean Stapleton   | Eleanor Roosevelt          |                               | Eleanor, First Lady of the World                | CBS                        |              |     |
| 1983 41. gála    |                            |                               |                                                 |                            |              |     |
|                  | Ann-Margret                | Lucile Fray                   | Szeressétek a gyermekeimet!                     | Who Will Love My Children? | ABC          |     |
| Susan Blakely    | Frances Farmer             |                               | Will There Really Be a Morning?                 | CBS                        |              |     |
| Blair Brown      | Jacqueline Kennedy Onassis |                               | Kennedy                                         | NBC                        |              |     |
| Gena Rowlands    | Victoria Alden             | Született csütörtökön         | Thursday’s Child                                | CBS                        |              |     |
| Rachel Ward      | Meggie Cleary              | Tövismadarak                  | The Thorn Birds                                 | ABC                        |              |     |
| 1984 42. gála    |                            |                               |                                                 |                            |              |     |
|                  | Ann-Margret                | Blanche DuBois                | A vágy villamosa                                | A Streetcar Named Desire   | ABC          |     |
| Glenn Close      | Gail Bennett               | Apa és leánya                 | Something About Amelia                          | ABC                        |              |     |
| Farrah Fawcett   | Francine Hughes            | Tűzfészek                     | The Burning Bed                                 | NBC                        |              |     |
| Jane Fonda       | Gertie Nevels              |                               | The Dollmaker                                   | ABC                        |              |     |
| Glenda Jackson   | Yelena Bonner              |                               | Sakharov                                        | HBO                        |              |     |
| 1985 43. gála    |                            |                               |                                                 |                            |              |     |
|                  | Liza Minnelli              | Mary-Lou Weisman              |                                                 | A Time to Live             | NBC          |     |
| Peggy Ashcroft   | Barbara Batchelor          | A korona ékköve               | The Jewel in the Crown                          | PBS                        |              |     |
| Gena Rowlands    | Katherine Pierson          | Korai tél                     | An Early Frost                                  | NBC                        |              |     |
| Marlo Thomas     | Tess Lynd                  |                               | Consenting Adult                                | ABC                        |              |     |
| Joanne Woodward  | Barbara Wyatt-Hollis       |                               | Do You Remember Love?                           | CBS                        |              |     |
| 1986 44. gála    |                            |                               |                                                 |                            |              |     |
|                  | Loretta Young              | Amanda Kingsley               | Boldog Karácsonyt, Mrs. Kingsley!               | Christmas Eve              | NBC          |     |
| Farrah Fawcett   | Beate Klarsfeld            | Beate Klarsfeld, a nácivadász | Nazi Hunter: The Beate Klarsfeld Story          | ABC                        |              |     |
| Amy Irving       | Anna Anderson              | Anasztázia                    | Anastasia: The Mystery of Anna                  | NBC                        |              |     |
| Vanessa Redgrave | Renée Richards             |                               | Second Serve                                    | CBS                        |              |     |
| Marlo Thomas     | Marie Balter               |                               | Nobody’s Child                                  | CBS                        |              |     |
| 1987 45. gála    |                            |                               |                                                 |                            |              |     |
|                  | Gena Rowlands              | Betty Ford                    |                                                 | The Betty Ford Story       | ABC          |     |
| Ann-Margret      | Ann Arden Grenville        |                               | The Two Mrs. Grenvilles                         | NBC                        |              |     |
| Farrah Fawcett   | Barbara Hutton             | Szegény kis gazdag lány       | Poor Little Rich Girl: The Barbara Hutton Story | NBC                        |              |     |
| Shirley MacLaine | önmaga                     | Ég és föld között             | Out on a Limb                                   | ABC                        |              |     |
| Raquel Welch     | Emily Bauer                |                               | Right to Die                                    | NBC                        |              |     |
| 1988 46. gála    |                            |                               |                                                 |                            |              |     |
|                  | Ann Jillian                | önmaga                        |                                                 | The Ann Jillian Story      | NBC          |     |
| Vanessa Redgrave | Alice More                 | Egy ember az örökkévalóságnak | A Man for All Seasons                           | TNT                        |              |     |
| Jane Seymour     | Natalie Henry              | A sas felszáll                | War and Remembrance                             | ABC                        |              |     |
| Jane Seymour     | Wallis Simpson             | A nő, aki szeretett           | The Woman He Loved                              | CBS                        |              |     |
| JoBeth Williams  | Mary Beth Whitehead        |                               | Baby M                                          | ABC                        |              |     |
| 1989 47. gála    |                            |                               |                                                 |                            |              |     |
|                  | Christine Lahti            | Zan Cooper                    |                                                 | No Place Like Home         | CBS          |     |
| Farrah Fawcett   | Diane Downs                | Ártatlan áldozatok            | Small Sacrifices                                | ABC                        |              |     |
| Holly Hunter     | Ellen Russell / Jane Doe   |                               | Roe vs. Wade                                    | NBC                        |              |     |
| Jane Seymour     | Natalie Henry              | A sas felszáll                | War and Remembrance                             | ABC                        |              |     |
| Loretta Young    | Grace Guthrie              |                               | Lady in the Corner                              | NBC                        |              |     |

### 1990-es évek
| Év                   | Színésznő                 | Színésznő                          | Szerep                                                                        | Magyar cím                        | Eredeti cím               | Adó |
| 1990 48. gála        |                           |                                    |                                                                               |                                   |                           |     |
| -------------------- | ------------------------- | ---------------------------------- | ----------------------------------------------------------------------------- | --------------------------------- | ------------------------- | --- |
| 1990 48. gála        |                           | Barbara Hershey                    | Candy Morrison                                                                |                                   | A Killing in a Small Town | CBS |
| 1990 48. gála        | Annette O’Toole           | Rose Kennedy                       |                                                                               | The Kennedys of Massachusetts     | ABC                       |     |
| 1990 48. gála        | Suzanne Pleshette         | Leona Helmsley                     | Leona Helmsley: A fukarság királynője                                         | Leona Helmsley: The Queen of Mean | CBS                       |     |
| 1990 48. gála        | Lesley Ann Warren         | Barbara Walker                     | Kémek családja                                                                | Family of Spies                   | CBS                       |     |
| 1990 48. gála        | Stephanie Zimbalist       | Caroline                           | Caroline?                                                                     | Caroline?                         | CBS                       |     |
| 1991 49. gála        |                           |                                    |                                                                               |                                   |                           |     |
|                      | Judy Davis                | Mary Lindell                       | Elfújja a szél                                                                | One Against the Wind              | CBS                       |     |
| Glenn Close          | Sarah Whedon              | Feleség kerestetik                 | Sarah, Plain and Tall                                                         | CBS                               |                           |     |
| Sally Kirkland       | Janet Smurl               | Átkozottak otthona                 | The Haunted                                                                   | Fox                               |                           |     |
| Jessica Tandy        | Grace                     |                                    | The Story Lady                                                                | NBC                               |                           |     |
| Lynn Whitfield       | Josephine Baker           |                                    | The Josephine Baker Story                                                     | HBO                               |                           |     |
| 1992 50. gála        |                           |                                    |                                                                               |                                   |                           |     |
|                      | Laura Dern                | Janet Harduvel                     | Zuhanás után                                                                  | Afterburn                         | HBO                       |     |
| Drew Barrymore       | Anita Minteer             | Fegyvermánia                       | Guncrazy                                                                      | Showtime                          |                           |     |
| Katharine Hepburn    | Victoria Brown            | A férfi fentről                    | The Man Upstairs                                                              | CBS                               |                           |     |
| Jessica Lange        | Alexandra Bergson         |                                    | O Pioneers!                                                                   | CBS                               |                           |     |
| Kyra Sedgwick        | Reyzel Weiss / Rose White |                                    | Miss Rose White                                                               | NBC                               |                           |     |
| 1993 51. gála        |                           |                                    |                                                                               |                                   |                           |     |
|                      | Bette Midler              | Rose Hovick                        |                                                                               | Gypsy                             | HBO                       |     |
| Helena Bonham Carter | Marina Oswald Porter      | A merénylet árnyékában             | Fatal Deception: Mrs. Lee Harvey Oswald                                       | NBC                               |                           |     |
| Faye Dunaway         | Lauren Staton             | Columbo                            | Columbo                                                                       | ABC                               |                           |     |
| Holly Hunter         | Wanda Holloway            |                                    | The Positively True Adventures of the Alleged Texas Cheerleader-Murdering Mom | HBO                               |                           |     |
| Anjelica Huston      | Lainey Eberlin            | Családi fényképek                  | Family Pictures                                                               | ABC                               |                           |     |
| 1994 52. gála        |                           |                                    |                                                                               |                                   |                           |     |
|                      | Joanne Woodward           | Maggie Moran                       | Az idő múltával                                                               | Breathing Lessons                 | CBS                       |     |
| Kirstie Alley        | Sally Goodson             | David anyja                        | David’s Mother                                                                | CBS                               |                           |     |
| Irene Bedard         | Mary Crow Dog             |                                    | Lakota Woman: Siege at Wounded Knee                                           | TNT                               |                           |     |
| Diane Keaton         | Amelia Earhart            | Amelia Earhart – Az utolsó repülés | Amelia Earhart: The Final Flight                                              | TNT                               |                           |     |
| Diana Ross           | Pauline „Paulie” Cooper   | Sötétből a fénybe                  | Out of Darkness                                                               | ABC                               |                           |     |
| 1995 53. gála        |                           |                                    |                                                                               |                                   |                           |     |
|                      | Jessica Lange             | Blanche DuBois                     | A vágy villamosa                                                              | A Streetcar Named Desire          | CBS                       |     |
| Glenn Close          | Margarethe Cammermeyer    | Ha hallgattál volna                | Serving in Silence: The Margarethe Cammermeyer Story                          | NBC                               |                           |     |
| Jamie Lee Curtis     | Heidi Holland             |                                    | The Heidi Chronicles                                                          | TNT                               |                           |     |
| Sally Field          | Bess Garner Steed         | Egy független asszony              | A Woman of Independent Means                                                  | NBC                               |                           |     |
| Linda Hamilton       | Rosemary Holmstrom        | Ártatlan áldozatok                 | A Mother’s Prayer                                                             | USA                               |                           |     |
| 1996 54. gála        |                           |                                    |                                                                               |                                   |                           |     |
|                      | Helen Mirren              | Chase Phillips                     |                                                                               | Losing Chase                      | Showtime                  |     |
| Ashley Judd          | Norma Jean Dougherty      | Norma Jean és Marilyn              | Norma Jean & Marilyn                                                          | HBO                               |                           |     |
| Demi Moore           | Claire Donnelly           | Ha a falak beszélni tudnának       | If These Walls Could Talk                                                     | HBO                               |                           |     |
| Isabella Rossellini  | Anna Hauptmann            | Az évszázad bűnesete               | Crime of the Century                                                          | HBO                               |                           |     |
| Mira Sorvino         | Marilyn Monroe            | Norma Jean és Marilyn              | Norma Jean & Marilyn                                                          | HBO                               |                           |     |
| 1997 55. gála        |                           |                                    |                                                                               |                                   |                           |     |
|                      | Alfre Woodard             | Eunice Evers                       | Miss Evers fiai                                                               | Miss Evers’ Boys                  | HBO                       |     |
| Ellen Barkin         | Glory Marie Jackson       |                                    | Before Women Had Wings                                                        | ABC                               |                           |     |
| Jena Malone          | Lily Kate Burns           |                                    | Hope                                                                          | TNT                               |                           |     |
| Vanessa Redgrave     | Graziella Luciano         | Bella maffia                       | Bella Mafia                                                                   | CBS                               |                           |     |
| Meryl Streep         | Lori Reimuller            | Sohasem ártok                      | …First Do No Harm                                                             | ABC                               |                           |     |
| 1998 56. gála        |                           |                                    |                                                                               |                                   |                           |     |
|                      | Angelina Jolie            | Gia Carangi                        | Kifutó a semmibe                                                              | Gia                               | HBO                       |     |
| Stockard Channing    | Rachel Luchman            | Egy gyermek kálváriája             | The Baby Dance                                                                | Showtime                          |                           |     |
| Laura Dern           | Wanda LeFauve             | Egy gyermek kálváriája             | The Baby Dance                                                                | Showtime                          |                           |     |
| Ann-Margret          | Pamela Harriman           | A Pamela Harriman történet         | Life of the Party: The Pamela Harriman Story                                  | Lifetime                          |                           |     |
| Miranda Richardson   | Mab királynő              | Merlin                             | Merlin                                                                        | CBS                               |                           |     |
| 1999 57. gála        |                           |                                    |                                                                               |                                   |                           |     |
|                      | Halle Berry               | Dorothy Dandridge                  | Fekete csillag                                                                | Introducing Dorothy Dandridge     | HBO                       |     |
| Judy Davis           | Lillian Hellman           |                                    | Dash and Lilly                                                                | A&E                               |                           |     |
| Mia Farrow           | Diana McGowin             | Alzheimer – Sose felejts el        | Forget Me Never                                                               | CBS                               |                           |     |
| Helen Mirren         | Ayn Rand                  | Egy filozófusnő szerelmei          | The Passion of Ayn Rand                                                       | Showtime                          |                           |     |
| Leelee Sobieski      | Jeanne d’Arc              | Szent Johanna                      | Joan of Arc                                                                   | CBS                               |                           |     |

### 2000-es évek
| Év                   | Színésznő                            | Színésznő                                               | Szerep                                | Magyar cím                                | Eredeti cím                       | Adó |
| 2000 58. gála        |                                      |                                                         |                                       |                                           |                                   |     |
| -------------------- | ------------------------------------ | ------------------------------------------------------- | ------------------------------------- | ----------------------------------------- | --------------------------------- | --- |
| 2000 58. gála        |                                      | Judi Dench                                              | Elizabeth Harman                      | Az utolsó szőke bombázó                   | The Last of the Blonde Bombshells | HBO |
| 2000 58. gála        | Holly Hunter                         | Ruby Kincaid                                            |                                       | Harlan County War                         | Showtime                          |     |
| 2000 58. gála        | Christine Lahti                      | Lyssa Dent Hughes                                       | A média áldozata                      | An American Daughter                      | Lifetime                          |     |
| 2000 58. gála        | Frances O’Connor                     | Emmy Bovary                                             | Bovaryné                              | Madame Bovary                             | PBS                               |     |
| 2000 58. gála        | Rachel Ward                          | Moira Davidson                                          | Veszélyes jövő                        | On the Beach                              | Showtime                          |     |
| 2000 58. gála        | Alfre Woodard                        | Wanda Dean                                              | Holiday Heart                         | Holiday szíve                             | Showtime                          |     |
| 2001 59. gála        |                                      |                                                         |                                       |                                           |                                   |     |
|                      | Judy Davis                           | Judy Garland                                            | Judy Garland: Én és az árnyékaim      | Life with Judy Garland: Me and My Shadows | ABC                               |     |
| Bridget Fonda        | Linda Sinclair                       | Amy után                                                | After Amy                             | Lifetime                                  |                                   |     |
| Julianna Margulies   | Morgaine                             | Artúr király és a nők                                   | The Mists of Avalon                   | TNT                                       |                                   |     |
| Leelee Sobieski      | Tosia Altman                         | Lázadás                                                 | Uprising                              | NBC                                       |                                   |     |
| Hannah Taylor-Gordon | Anne Frank                           | Anne Frank igaz története                               | Anne Frank: The Whole Story           | ABC                                       |                                   |     |
| Emma Thompson        | Vivian Bearing                       | Fekete angyal                                           | Wit                                   | HBO                                       |                                   |     |
| 2002 60. gála        |                                      |                                                         |                                       |                                           |                                   |     |
|                      | Uma Thurman                          | Debby Miller                                            | Pasifogó kísérletek                   | Hysterical Blindness                      | HBO                               |     |
| Helena Bonham Carter | Ingrid Formanek                      | Élőben Bagdadból                                        | Live from Baghdad                     | HBO                                       |                                   |     |
| Shirley MacLaine     | Mary Kay Ash                         | Sminkháború: Mary Kay története                         | Hell on Heels: The Battle of Mary Kay | CBS                                       |                                   |     |
| Helen Mirren         | Mrs. Porter                          | Házról házra                                            | Door to Door                          | HBO                                       |                                   |     |
| Vanessa Redgrave     | Clementine Churchill                 | Churchill – A brit oroszlán                             | The Gathering Storm                   | HBO                                       |                                   |     |
| 2003 61. gála        |                                      |                                                         |                                       |                                           |                                   |     |
|                      | Meryl Streep                         | Hannah Pitt / Ethel Rosenberg / Rabbi / Ausztrál angyal | Angyalok Amerikában                   | Angels in America                         | HBO                               |     |
| Judy Davis           | Nancy Reagan                         | A Reagan család                                         | The Reagans                           | Showtime                                  |                                   |     |
| Jessica Lange        | Irma Applewood                       | Meghasonlás                                             | Normal                                | HBO                                       |                                   |     |
| Helen Mirren         | Karen Stone                          | Tavasz Rómában                                          | The Roman Spring of Mrs. Stone        | Showtime                                  |                                   |     |
| Maggie Smith         | Emily Delahunty                      | Túlélők háza                                            | My House in Umbria                    | HBO                                       |                                   |     |
| 2004 62. gála        |                                      |                                                         |                                       |                                           |                                   |     |
|                      | Glenn Close                          | Eleonóra királyné                                       | Az oroszlán télen                     | The Lion in Winter                        | Showtime                          |     |
| Blythe Danner        | Rebecca Holmes Davitch               | Vissza a múltba                                         | Back When We Were Grownups            | CBS                                       |                                   |     |
| Julianna Margulies   | Maren Jackson                        | A hálózat                                               | The Grid                              | TNT                                       |                                   |     |
| Miranda Richardson   | Mária királyné                       | Az elfelejtett herceg                                   | The Lost Prince                       | PBS                                       |                                   |     |
| Hilary Swank         | Alice Paul                           | Vasakaratú angyalok                                     | Iron Jawed Angels                     | HBO                                       |                                   |     |
| 2005 63. gála        |                                      |                                                         |                                       |                                           |                                   |     |
|                      | S. Epatha Merkerson                  | Rachel „Nanny” Crosby                                   |                                       | Lackawanna Blues                          | HBO                               |     |
| Halle Berry          | Janie Crawford                       | Mindörökké szerelem                                     | Their Eyes Were Watching God          | ABC                                       |                                   |     |
| Kelly Macdonald      | Gina                                 | Kávé és szerelem                                        | The Girl in the Café                  | HBO                                       |                                   |     |
| Cynthia Nixon        | Eleanor Roosevelt                    |                                                         | Warm Springs                          | HBO                                       |                                   |     |
| Mira Sorvino         | Kate Morozov ügynök / Katya Morozova | Mit ér egy élet                                         | Human Trafficking                     | Lifetime                                  |                                   |     |
| 2006 64. gála        |                                      |                                                         |                                       |                                           |                                   |     |
|                      | Helen Mirren                         | I. Erzsébet királynő                                    | Elizabeth                             | Elizabeth                                 | HBO                               |     |
| Gillian Anderson     | Lady Honoria Dedlock                 | Pusztaház örökösei                                      | Bleak House                           | PBS                                       |                                   |     |
| Annette Bening       | Jean Harris                          | Mrs. Harris                                             | Mrs. Harris                           | HBO                                       |                                   |     |
| Helen Mirren         | Jane Tennison                        | Forró gyanú – A döntő                                   | Prime Suspect: The Final Act          | PBS                                       |                                   |     |
| Sophie Okonedo       | Susie Carter                         | A cunami után                                           | Tsunami: The Aftermath                | HBO                                       |                                   |     |
| 2007 65. gála        |                                      |                                                         |                                       |                                           |                                   |     |
|                      | Queen Latifah                        | Ana Wallace                                             |                                       | Life Support                              | HBO                               |     |
| Bryce Dallas Howard  | Rosalind                             | Ahogy tetszik                                           | As You Like It                        | HBO                                       |                                   |     |
| Debra Messing        | Molly Kagan                          | Álomgyári feleség                                       | The Starter Wife                      | USA                                       |                                   |     |
| Sissy Spacek         | Josie Cahill                         | Hollis Woods képei                                      | Pictures of Hollis Woods              | CBS                                       |                                   |     |
| Ruth Wilson          | Jane Eyre                            | Jane Eyre                                               | Jane Eyre                             | PBS                                       |                                   |     |
| 2008 66. gála        |                                      |                                                         |                                       |                                           |                                   |     |
|                      | Laura Linney                         | Abigail Adams                                           | John Adams                            | John Adams                                | HBO                               |     |
| Judi Dench           | Matilda „Matty” Jenkyns              | Cranford                                                | Cranford                              | PBS                                       |                                   |     |
| Catherine Keener     | Gertrude Baniszewski                 | An American Crime: Bűnök                                | An American Crime                     | Showtime                                  |                                   |     |
| Shirley MacLaine     | Coco Chanel                          | Coco Chanel                                             | Coco Chanel                           | Lifetime                                  |                                   |     |
| Susan Sarandon       | Doris Duke                           | Bernard és Doris                                        | Bernard and Doris                     | HBO                                       |                                   |     |
| 2009 67. gála        |                                      |                                                         |                                       |                                           |                                   |     |
|                      | Drew Barrymore                       | Edith „Little Edie” Beale                               | Két nő – egy ház                      | Grey Gardens                              | HBO                               |     |
| Joan Allen           | Georgia O’Keeffe                     | Georgia O’Keeffe                                        | Georgia O’Keeffe                      | Lifetime                                  |                                   |     |
| Jessica Lange        | Edith „Big Edie” Beale               | Két nő – egy ház                                        | Grey Gardens                          | HBO                                       |                                   |     |
| Anna Paquin          | Irena Sendler                        |                                                         | The Courageous Heart of Irena Sendler | CBS                                       |                                   |     |
| Sigourney Weaver     | Mary Griffith                        | Imák Bobbyért                                           | Prayers for Bobby                     | Lifetime                                  |                                   |     |

### 2010-es évek
| Év                   | Színésznő                       | Színésznő                                | Szerep                                     | Magyar cím                                        | Eredeti cím    | Adó |
| 2010 68. gála        |                                 |                                          |                                            |                                                   |                |     |
| -------------------- | ------------------------------- | ---------------------------------------- | ------------------------------------------ | ------------------------------------------------- | -------------- | --- |
| 2010 68. gála        |                                 | Claire Danes                             | Temple Grandin                             | Temple Grandin                                    | Temple Grandin | HBO |
| 2010 68. gála        | Hayley Atwell                   | Aliena                                   | A katedrális                               | The Pillars of the Earth                          | Starz          |     |
| 2010 68. gála        | Judi Dench                      | Matilda „Matty” Jenkyns                  | Cranford                                   | Return to Cranford                                | PBS            |     |
| 2010 68. gála        | Romola Garai                    | Emma Woodhouse                           | Emma                                       | Emma                                              | PBS            |     |
| 2010 68. gála        | Jennifer Love Hewitt            | Samantha Horton                          | Ügyféllista                                | The Client List                                   | Lifetime       |     |
| 2011 69. gála        |                                 |                                          |                                            |                                                   |                |     |
|                      | Kate Winslet                    | Mildred Pierce                           | Mildred Pierce                             | Mildred Pierce                                    | HBO            |     |
| Romola Garai         | Bel Rowley                      |                                          | The Hour                                   | BBC America                                       |                |     |
| Diane Lane           | Pat Loud                        | Cinéma Vérité                            | Cinéma Vérité                              | HBO                                               |                |     |
| Elizabeth McGovern   | Cora Crawley, Grantham grófnője | Downton Abbey                            | Downton Abbey                              | HBO                                               |                |     |
| Emily Watson         | Janet Leach                     | Felelős felnőtt                          | Appropriate Adult                          | Sundance                                          |                |     |
| 2012 70. gála        |                                 |                                          |                                            |                                                   |                |     |
|                      | Julianne Moore                  | Sarah Palin                              | Versenyben az elnökségért                  | Game Change                                       | HBO            |     |
| Nicole Kidman        | Martha Gellhorn                 | Hemingway és Gellhorn                    | Hemingway & Gellhorn                       | HBO                                               |                |     |
| Jessica Lange        | Jude Martin nővér / Judy Martin | Amerikai Horror Story: Zártosztály       | American Horror Story: Asylum              | FX                                                |                |     |
| Sienna Miller        | Tippi Hedren                    | Hitchcock és Tippi Hendren               | The Girl                                   | HBO                                               |                |     |
| Sigourney Weaver     | Elaine Barrish                  |                                          | Political Animals                          | USA                                               |                |     |
| 2013 71. gála        |                                 |                                          |                                            |                                                   |                |     |
|                      | Elisabeth Moss                  | Robin Griffin nyomozó                    | A tó tükre                                 | Top of the Lake                                   | Sundance       |     |
| Helena Bonham Carter | Elizabeth Taylor                |                                          | Burton and Taylor                          | BBC America                                       |                |     |
| Rebecca Ferguson     | Woodville Erzsébet              | A fehér királyné                         | The White Queen                            | Starz                                             |                |     |
| Jessica Lange        | Fiona Goode                     | Amerikai Horror Story: Boszorkányok      | American Horror Story: Coven               | FX                                                |                |     |
| Helen Mirren         | Linda Kenney Baden              |                                          | Phil Spector                               | HBO                                               |                |     |
| 2014 72. gála        |                                 |                                          |                                            |                                                   |                |     |
|                      | Maggie Gyllenhaal               | Nessa Stein                              | Egy tisztességes asszony                   | The Honourable Woman                              | Sundance       |     |
| Jessica Lange        | Elsa Mars                       | Amerikai Horror Story: Rémségek cirkusza | American Horror Story: Freak Show          | FX                                                |                |     |
| Frances McDormand    | Olive Kitteridge                | Olive Kitteridge                         | Olive Kitteridge                           | HBO                                               |                |     |
| Frances O’Connor     | Emily Hughes                    | Elveszettek                              | The Missing                                | Starz                                             |                |     |
| Allison Tolman       | Molly Solverson                 | Fargo                                    | Fargo                                      | FX                                                |                |     |
| 2015 73. gála        |                                 |                                          |                                            |                                                   |                |     |
|                      | Lady Gaga                       | Elizabeth Johnson / A Bárónő             | Amerikai Horror Story: Hotel               | American Horror Story: Hotel                      | FX             |     |
| Kirsten Dunst        | Peggy Blumquist                 | Fargo                                    | Fargo                                      | FX                                                |                |     |
| Sarah Hay            | Claire Robbins                  | Kegyetlen tánc                           | Flesh and Bone                             | Starz                                             |                |     |
| Felicity Huffman     | Barbara „Barb” Hanlon           | Bűnök és előítéletek                     | American Crime                             | ABC                                               |                |     |
| Queen Latifah        | Bessie Smith                    | Bessie                                   | Bessie                                     | HBO                                               |                |     |
| 2016 74. gála        |                                 |                                          |                                            |                                                   |                |     |
|                      | Sarah Paulson                   | Marcia Clark                             | American Crime Story: Az O. J. Simpson-ügy | The People v. O. J. Simpson: American Crime Story | FX             |     |
| Felicity Huffman     | Leslie Graham                   | Bűnök és előítéletek                     | American Crime                             | ABC                                               |                |     |
| Riley Keough         | Christine Reade                 | Barátnő rendelésre                       | The Girlfriend Experience                  | Starz                                             |                |     |
| Charlotte Rampling   | Frances Turner                  |                                          | London Spy                                 | BBC America                                       |                |     |
| Kerry Washington     | Anita Hill                      | Bizonyosság                              | Confirmation                               | HBO                                               |                |     |
| 2017 75. gála        |                                 |                                          |                                            |                                                   |                |     |
|                      | Nicole Kidman                   | Celeste Wright                           | Hatalmas kis hazugságok                    | Big Little Lies                                   | HBO            |     |
| Jessica Biel         | Cora Tannetti                   | A tettes                                 | The Sinner                                 | USA                                               |                |     |
| Jessica Lange        | Joan Crawford                   | Viszály: Bette és Joan                   | Feud: Bette and Joan                       | FX                                                |                |     |
| Susan Sarandon       | Bette Davis                     | Viszály: Bette és Joan                   | Feud: Bette and Joan                       | FX                                                |                |     |
| Reese Witherspoon    | Madeline Martha Mackenzie       | Hatalmas kis hazugságok                  | Big Little Lies                            | HBO                                               |                |     |
| 2018 76. gála        |                                 |                                          |                                            |                                                   |                |     |
|                      | Patricia Arquette               | Joyce „Tilly” Mitchell                   | Szökés Dannemorából                        | Escape at Dannemora                               | Showtime       |     |
| Amy Adams            | Camille Preaker                 | Éles tárgyak                             | Sharp Objects                              | HBO                                               |                |     |
| Connie Britton       | Debra Newell                    | Mocskos John                             | Dirty John                                 | Bravo                                             |                |     |
| Laura Dern           | Jennifer Fox                    | A történet                               | The Tale                                   | HBO                                               |                |     |
| Regina King          | Latrice Butler                  |                                          | Seven Seconds                              | Netflix                                           |                |     |
| 2019 77. gála        |                                 |                                          |                                            |                                                   |                |     |
|                      | Michelle Williams               | Gwen Verdon                              | Fosse/Verdon                               | Fosse/Verdon                                      | FX             |     |
| Kaitlyn Dever        | Marie Adler                     | Hihetetlen                               | Unbelievable                               | Netflix                                           |                |     |
| Merritt Wever        | Karen Duvall nyomozó            | Hihetetlen                               | Unbelievable                               | Netflix                                           |                |     |
| Joey King            | Gypsy Blanchard                 | A tett                                   | The Act                                    | Hulu                                              |                |     |
| Helen Mirren         | Nagy Katalin                    | Nagy Katalin                             | Catherine the Great                        | HBO                                               |                |     |

### 2020-as évek
| Év               | Színésznő                      | Színésznő                 | Szerep                             | Magyar cím          | Eredeti cím        | Adó     |
| 2020 78. gála    |                                |                           |                                    |                     |                    |         |
| ---------------- | ------------------------------ | ------------------------- | ---------------------------------- | ------------------- | ------------------ | ------- |
| 2020 78. gála    |                                | Anya Taylor-Joy           | Beth Harmon                        | A vezércsel         | The Queen’s Gambit | Netflix |
| 2020 78. gála    | Cate Blanchett                 | Phyllis Schlafly          | Mrs. America                       | Mrs. America        | FX / Hulu          |         |
| 2020 78. gála    | Daisy Edgar-Jones              | Marianne Sheridan         | Normális emberek                   | Normal People       | BBC / Hulu         |         |
| 2020 78. gála    | Shira Haas                     | Esther „Esty” Shapiro     | A másik út                         | Unorthodox          | Netflix            |         |
| 2020 78. gála    | Nicole Kidman                  | Grace Fraser              | Tudhattad volna                    | The Undoing         | HBO                |         |
| 2021 79. gála    |                                |                           |                                    |                     |                    |         |
|                  | Kate Winslet                   | Marianne „Mare” Sheehan   | Easttowni rejtélyek                | Mare of Easttown    | HBO                |         |
| Jessica Chastain | Mira Phillips                  | Jelenetek egy házasságból | Scenes from a Marriage             | HBO                 |                    |         |
| Cynthia Erivo    | Aretha Franklin                | Géniusz                   | Genius                             | National Geographic |                    |         |
| Elizabeth Olsen  | Wanda Maximoff                 | WandaVízió                | WandaVision                        | Disney+             |                    |         |
| Margaret Qualley | Alex                           | Egy szobalány vallomása   | Maid                               | Netflix             |                    |         |
| 2022 80. gála    |                                |                           |                                    |                     |                    |         |
|                  | Amanda Seyfried                | Elizabeth Holmes          | A kibukott                         | The Dropout         | Hulu               |         |
| Jessica Chastain | Tammy Wynette                  |                           | George & Tammy                     | Showtime            |                    |         |
| Julia Garner     | Anna Delvey                    | Az örökösnő álarca mögött | Inventing Anna                     | Netflix             |                    |         |
| Lily James       | Pamela Anderson                | Pam és Tommy              | Pam & Tommy                        | Hulu                |                    |         |
| Julia Roberts    | Martha Mitchell                |                           | Gaslit                             | Starz               |                    |         |
| 2023 81. gála    |                                |                           |                                    |                     |                    |         |
|                  | Ali Wong                       | Amy Lau                   | Balhé                              | Beef                | Netflix            |         |
| Riley Keough     | Daisy Jones                    | Daisy Jones and the Six   | Daisy Jones & The Six              | Prime Video         |                    |         |
| Brie Larson      | Elizabeth Zott                 | Minden kémia              | Lessons in Chemistry               | Apple TV+           |                    |         |
| Elizabeth Olsen  | Candy Montgomery               | Szerelem és halál         | Love & Death                       | HBO Max             |                    |         |
| Juno Temple      | Dorothy "Dot" Lyon             | Fargo                     | Fargo                              | FX                  |                    |         |
| Rachel Weisz     | Beverly Mantle / Elliot Mantle | Két test, egy lélek       | Dead Ringers                       | Prime Video         |                    |         |
| 2024 82. gála    |                                |                           |                                    |                     |                    |         |
|                  | Jodie Foster                   | Liz Danvers               | True Detective – A törvény nevében | True Detective      | HBO                |         |
| Cristin Milioti  | Sofia Falcone                  | Pingvin                   | The Penguin                        | HBO                 |                    |         |
| Sofía Vergara    | Griselda Blanco                | Griselda                  | Griselda                           | Netflix             |                    |         |
| Cate Blanchett   | Catherine Ravenscroft          | Cáfolat                   | Disclaimer                         | Apple TV+           |                    |         |
| Naomi Watts      | Barbara "Babe" Paley           | Viszály                   | Feud                               | FX                  |                    |         |
| Kate Winslet     | Elena Vernham                  | A rezsim                  | The Regime                         | HBO                 |                    |         |

## Rekordok
| Statisztika      | Név              | Díj / Jelölés |
| Legtöbb győzelem | két győzelem     | két győzelem  |
| ---------------- | ---------------- | ------------- |
| Legtöbb győzelem | Ann-Margret      | 2 / 4         |
| Legtöbb győzelem | Judy Davis       | 2 / 4         |
| Legtöbb győzelem | Helen Mirren     | 2 / 8         |
| Legtöbb győzelem | Kate Winslet     | 2 / 2         |
| Legtöbb jelölés  | nyolc jelölés    | nyolc jelölés |
| Legtöbb jelölés  | Jessica Lange    | 0 / 8         |
| Legtöbb jelölés  | Helen Mirren     | 2 / 8         |
| Legtöbb jelölés  | négy jelölés     |               |
| Legtöbb jelölés  | Ann-Margret      | 2 / 4         |
| Legtöbb jelölés  | Glenn Close      | 1 / 4         |
| Legtöbb jelölés  | Judy Davis       | 2 / 4         |
| Legtöbb jelölés  | Farrah Fawcett   | 0 / 4         |
| Legtöbb jelölés  | Vanessa Redgrave | 0 / 4         |
| Legtöbb jelölés  | Jane Seymour     | 1 / 4         |

## Fordítás
- Ez a szócikk részben vagy egészben  a   Golden Globe Award for Best Actress – Miniseries or Television Film című angol Wikipédia-szócikk ezen változatának fordításán alapul.  Az eredeti cikk szerkesztőit annak laptörténete sorolja fel. Ez a jelzés csupán a megfogalmazás eredetét és a szerzői jogokat jelzi, nem szolgál a cikkben szereplő információk forrásmegjelöléseként.